# Canadian Forces Base Shearwater

i8
i11
i13

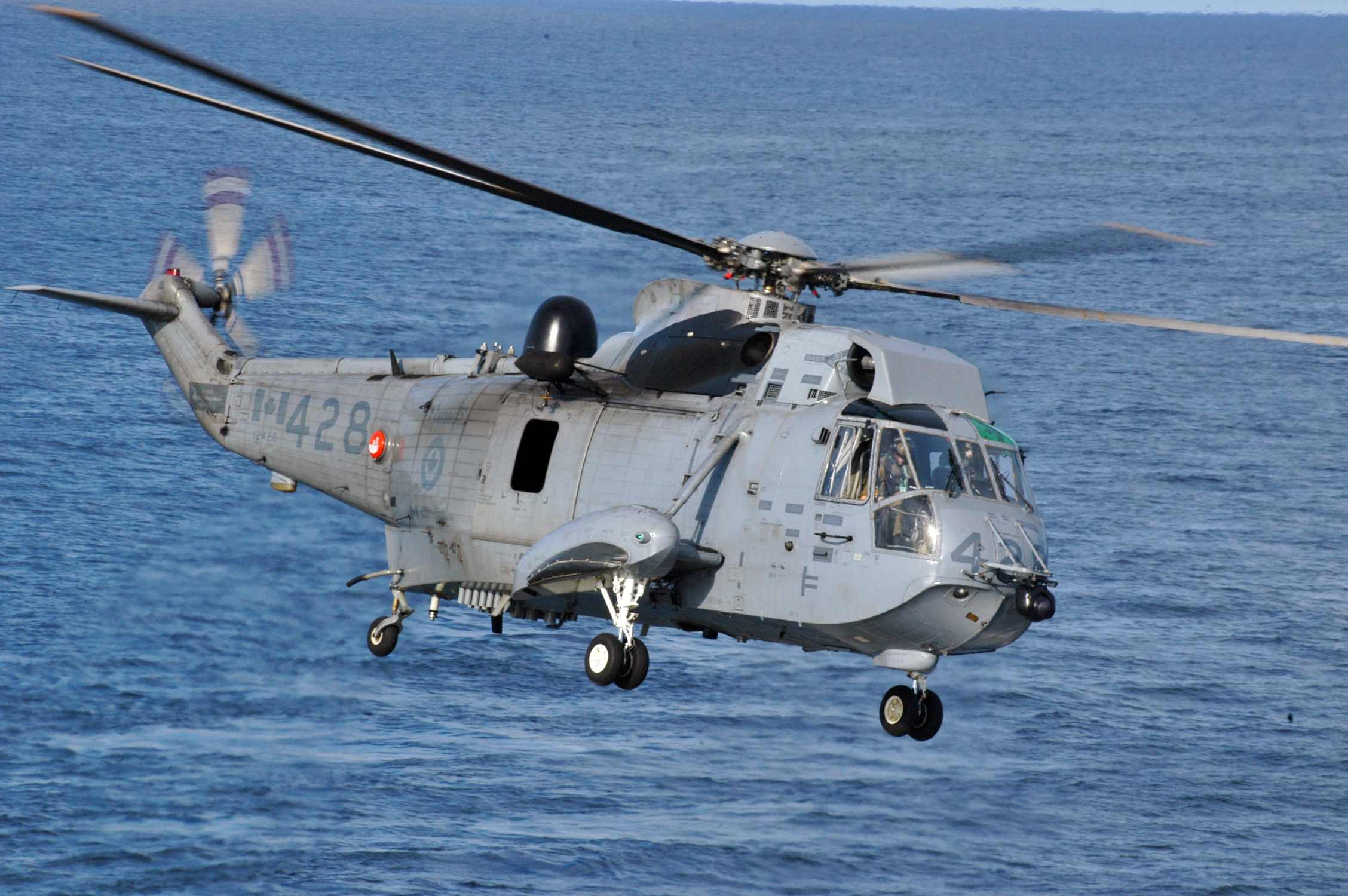
Eine kanadische CH-124 SeaKing

Canadian Forces Base Shearwater (IATA: YAW, ICAO: CYAW) (Kurz: CFB Shearwater) war eine kanadische Luftwaffenbasis in Shearwater, Nova Scotia, im östlichen Teil des Hafens von Halifax. Aufgrund von Rationalisierungsmaßnahmen Mitte der 1990er Jahre schlossen die Streitkräfte CFB Shearwater als eigenständigen Stützpunkt und integrierten ihn in den Marinestützpunkt CFB Halifax, der sich in unmittelbarer Nähe des Flugplatzes befindet.
Die Transformation beinhaltete:
- Den Shearwater Heliport (Flugplatz), der von dem 12th Wing, einer Einheit der Royal Canadian Air Force betrieben wird. Die Einheit verfügt über mehrere Hubschrauber und führt Flüge für die Canadian Navy und deren Atlantic Fleet durch. Auf dem Flugplatz befindet sich auch der Hauptsitz der 12th Wing. Die 12th Wing betreibt einen weiteren Flugplatz, an der Westküste von Kanada am Patricia Bay Heliport in British Columbia. Dieser Flugplatz dient der Canadian Navy und ihrer Pazifischen Flotte.
- Shearwater Jetty den CFB Shearwater Annex, welches über Anlegestellen für die Navy Schiffsflotte bietet.

## Geschichte
Shearwater ist der zweitälteste militärische Flugplatz in Kanada. Im August 1918 errichtete die US Navy eine Naval Air Station im östlichen Halifax um ihre Patrouillen Wasserflugzeuge zu stationieren und zu warten. Das landbasierte Flugfeld wurde 1920 für zivilen Flugverkehr freigegeben. Später nutzten die Canadian Air Force und anschließend die Royal Canadian Air Force den Stützpunkt. Der Flugplatz wurde während des Zweiten Weltkriegs in RCAF Dartmouth und später in RCAF Station Shearwater umbenannt. Nach dem Krieg 1948 übernahm die Royal Canadian Navy das Gelände und benannte es in HMCS Shearwater um. Es ist auch als Royal Canadian Naval Air Station Shearwater (RCNAS Shearwater) bekannt.
Die kombinierte land- und seebasierte Nutzung des Flugplatzes wurde dazu genutzt, Kampfflugzeuge und Patrouillenschiffe an dem Stützpunkt anzusiedeln. Aus demselben Grund wurden in Shearwater Experimente mit neuartigen Kombinationen aus Helikopter und Schiff durchgeführt. Während der 60er Jahre wurden auf dem Stützpunkt Flugübungen durchgeführt.
Als am 1. Februar 1968 die drei Teilstreitkräfte Marine, Heer, und Luftwaffe zusammengelegt wurden, wurde der Stützpunkt in CFB Shearwater umbenannt.
In der Mitte der neunziger Jahre wurde der Stützpunkt ein Teil der Canadian Navy Base Halifax.

## Gegenwärtige Nutzung
Der operative und administrative Betrieb des Stützpunkts wird von der CFB Halifax ausgeführt. Dazu zählen das:
- Shearwater Heliport – Heliport und die benötigte Infrastruktur, dazu zählen auch Unterstützungseinheiten des 12th Wing. Die 12th Wing ist eine Einheit der Royal Canadian Air Force welches Hubschraubereinsätze für die  Royal Canadian Navy betreibt.
- Shearwater Jetty – umfasst Docks und die jeweilige Infrastruktur und Unterstützungseinheiten der Maritime Forces Atlantic. Des Weiteren gelten die Docks des Shearwater Hafengeländes als nicht öffentlich zugänglich und ist somit von Downtown Halifax isoliert. In dem Hafen legen oft NATO Kriegsschiffe an wie atombetriebene U-Boote oder Flugzeugträger.

Das 12th Wing verfügt über vier Squadrons in zwei Standorten:
- Shearwater Heliport 406 Maritime Operational Training Squadron ist ein operationales Training Squadron auf dem alle Helikopterbesatzungen ausgebildet werden.
- 423th Maritime Helicopter Squadron ist ein Squadron auf dem Shearwater Heliport der mit mehreren CH-124 SeaKing Helikoptern den Flugbetrieb für die kanadische Navy bereitstellt. (CH-124 SeaKing werden seit 2018 schrittweise durch Sikorsky CH-148 Cyclone ersetzt[1])
- 12th Air Maintenance Squadron umfasst die Wartung und Reparatur der dort stationierten Helikoptern.
- Helicopter Operational Evaluation and Test Facility (HOTEF) beherbergt ein Entwicklungs- und Testzentrum für die Helikopter.
- Patricia Bay Heliport 443th Maritime Helicopter Squadron ist ein Squadron in British Columbia der mit mehreren CH-124 SeaKing Helikoptern den Flugbetrieb für die kanadische Navy bereitstellt (CH-124 SeaKing werden durch Sikorsky CH-148 Cyclone ersetzt).